# Дипразеодимгептадекацинк
Дипразеодимгептадекацинк — бинарное неорганическое соединение, интерметаллид
празеодима и цинка
с формулой Pr2Zn17,
кристаллы.

## Получение
- Сплавление стехиометрических количеств чистых веществ:

{\displaystyle {\mathsf {2Pr+17Zn\ {\xrightarrow {978^{o}C}}\ Pr_{2}Zn_{17}}}}

## Физические свойства
Дипразеодимгептадекацинк образует кристаллы
тригональной сингонии,
пространственная группа R 3m,
параметры ячейки a = 0,9064 нм, c = 0,8845 нм, Z = 2,
структура типа диторийгептадеканикеля Ni17Th2.
При температуре 775°C в соединении происходит фазовый переход в
гексагональную сингонию,
пространственная группа P 63/mmc,
параметры ячейки a = 0,90711 нм, c = 1,32592 нм, Z = 3,
структура типа гептадекацинкдитория Th2Zn17
.
Соединение конгруэнтно плавится при температуре 978°C.